# Satisfaccion laboral
En el contexto de la psicología del trabajo, la satisfacción en el trabajo  general de la persona en relación con su trabajo y depende de diversos factores psicosociales. Hay otras conceptualizaciones que se refieren a la satisfacción laboral como sinónimo de motivación o como un estado emocional positivo. Algunos consideran que la satisfacción y la insatisfacción son fenómenos distintos y opuestos. La satisfacción laboral se definió como un estado emocional placentero que resulta de la apreciación del trabajo de uno; reacción afectiva a un trabajo; y una actitud hacia un trabajo.
Una de las definiciones más utilizadas en la investigación organizacional es la de Locke (1976), quien define la satisfacción laboral como "un estado emocional placentero o positivo resultante de la evaluación del trabajo o las experiencias laborales" (p. 1304). Otros lo han definido como simplemente cuán contento está un individuo con su trabajo; si a él o ella le gusta el trabajo o no. Se evalúa tanto a nivel global (si el individuo está satisfecho o no con el trabajo en general) como a nivel de faceta (si el individuo está satisfecho o no con diferentes aspectos del trabajo). Spector (1997) enumera 14 facetas comunes: Apreciación, Comunicación, Compañeros de trabajo, Beneficios adicionales, Condiciones laborales, Naturaleza del trabajo, Organización, Crecimiento personal, Políticas y procedimientos, Oportunidades de promoción, Reconocimiento, Seguridad y Supervisión..
Las influencias en la satisfacción incluyen el medio ambiente , la higiene , la seguridad en el lugar de trabajo, el estilo de gestión y la cultura , la participación de los trabajadores, el empoderamiento y el trabajo por cuenta propia de los grupos, entre muchos otros.

## Historia
La evaluación de la satisfacción laboral a través de encuestas anónimas de empleados se convirtió en algo común en la década de 1930. Aunque antes de ese momento había un comienzo de interés en las actitudes de los empleados, solo se publicaron unos pocos estudios. Latham y Budworth señalan que Uhrbrock en 1934 fue uno de los primeros psicólogos en utilizar las técnicas de medición de actitud recientemente desarrolladas para evaluar las actitudes de los trabajadores de la fábrica. También señalan que en 1935 Hoppock realizó un estudio que se centró explícitamente en la satisfacción laboral que se ve afectada tanto por la naturaleza del trabajo como por las relaciones con los compañeros de trabajo y los supervisores.

## Evaluación
Hulin y Judge (2003) han señalado que la satisfacción laboral incluye respuestas psicológicas multidimensionales al trabajo de un individuo y que estas respuestas personales tienen componentes cognitivos (evaluativos), afectivos (o emocionales) y conductuales. Las escalas de satisfacción laboral varían en la medida en que evalúan los sentimientos afectivos sobre el trabajo o la evaluación cognitiva del trabajo. La satisfacción laboral afectiva es una construcción subjetiva que representa un sentimiento emocional que las personas tienen sobre su trabajo. Por lo tanto, la satisfacción laboral afectiva para los individuos refleja el grado de placer o felicidad que induce su trabajo en general. La satisfacción laboral cognitiva es una evaluación más objetiva y lógica de varias facetas de un trabajo. La satisfacción laboral cognitiva puede ser unidimensional si comprende la evaluación de una sola faceta de un trabajo, como la licencia de maternidad o la remuneración, o multidimensional si se evalúan simultáneamente dos o más facetas de un trabajo. La satisfacción laboral cognitiva no evalúa el grado de placer o felicidad que surge de las facetas específicas del trabajo, sino que mide el grado en que el titular del trabajo juzga que esas facetas del trabajo son satisfactorias en comparación con los objetivos que ellos mismos establecieron o con otros trabajos. Si bien la satisfacción laboral cognitiva podría ayudar a lograr la satisfacción laboral afectiva, las dos construcciones son distintas,
La satisfacción laboral también se puede ver dentro del contexto más amplio de la gama de problemas que afectan la experiencia laboral de un individuo o su calidad de vida laboral. La satisfacción laboral se puede entender en términos de sus relaciones con otros factores clave, como el bienestar general, el estrés en el trabajo, el control en el trabajo, la interfaz entre el hogar y el trabajo y las condiciones laborales.